# The Redemption of David Corson
The Redemption of David Corson est un film muet américain réalisé par Frederick A. Thomson et sorti en 1914.

## Fiche technique
- Réalisation : Frederick A. Thomson
- Scénario : Frederick A. Thomson, d'après le roman de Charles Frederick Goss
- Durée : 40 minutes
- Date de sortie : 
  - États-Unis : 10 avril 1914

## Distribution
- William Farnum : David Corson
- Robert Broderick : Docteur Parcelsus
- Constance Mollineaux : Pepeeta, la bohémienne
- Hal Clarendon : Andy MacFarlane
- Helen Aubrey : Mrs Corson
- William Cowper : Elder Sprague
- Leonard Grover : le juge de paix
- William Vaughn : le chef des bohémiens